# Bart Mollin (Skirennläufer)
Bart Mollin (* 6. März 1981 in Brasschaat) ist ein ehemaliger belgischer Skirennläufer. 

## Karriere
Bart Mollin entstammt einer sportbegeisterten Familie. Sein gleichnamiger Urgroßvater Bart sowie sein Urgroßonkel Piet Mollin waren in den 1920er Jahren als Ringer erfolgreich. Sein Großvater Maurice Mollin war erfolgreicher Radsportler und sein Vater Henri Mollin war ebenfalls als Skirennläufer aktiv.
Bart Mollin gab sein internationales Renndebüt am 20. Dezember 1996 bei einem FIS-Slalom in Orcières-Merlette. Sein erstes internationales Großereignis bestritt er etwas mehr als zwei Jahre später bei den Weltmeisterschaften 1999 in Vail bzw. Beaver Creek. Dort schied er allerdings sowohl im Riesenslalom als auch im Slalom aus. Zuvor war er hauptsächlich bei FIS-Rennen an den Start gegangen. Etwas erfolgreicher verlief seine Teilnahme an den Juniorenweltmeisterschaften wenige Monate später in Pra-Loup bzw. Le Sauze. Dort erreichte er als bestes Ergebnis den 58. Platz im Super-G
Am 13. Dezember 1999 gab Mollin beim Slalom von Madonna di Campiglio sein Weltcupdebüt, wobei er jedoch bereits im ersten Durchgang ausschied. Insgesamt sollte Mollin sich während seiner gesamten Karriere kein einziges Mal für den zweiten Durchgang eines Weltcuprennens qualifizieren.
Sein bestes Ergebnis bei einem internationalen Großereignis erzielte er bei den Weltmeisterschaften 2003 in St. Moritz mit Rang 47 im Slalom.
2010 konnte sich Mollin zum ersten und einzigen Mal für Olympische Winterspiele qualifizieren. Bei den Wettkämpfen in Vancouver scheiterte er jedoch im ersten Durchgangs des Slaloms.
Sein letztes internationales Rennen bestritt er am 27. Juli 2015 in Tiffindell, danach ist er als Rennläufer nicht mehr in Erscheinung getreten.

## Erfolge

### Olympische Winterspiele
- Vancouver 2010: DNF Slalom

### Weltmeisterschaften
- Vail/Beaver Creek 1999: DNF Riesenslalom, DNF Slalom
- St. Moritz 2003: 47. Slalom, DNF Riesenslalom
- Bormio 2005: DNF Slalom
- Åre 2007: DNF Riesenslalom, DNQ Slalom
- Garmisch-Partenkirchen 2011: 50. Slalom, 81. Riesenslalom
- Schladming 2013: DNF Slalom

### Juniorenweltmeisterschaften
- Pra-Loup/Le Sauze 1999: 58. Super-G, 61. Riesenslalom, 63. Abfahrt, DNF Slalom
- Québec 2000: 54. Riesenslalom, 58. Super-G, 62. Abfahrt
- Verbier 2001: DNS Super-G

### Australian New Zealand Cup
- 3 Podestplätze

### Far East Cup
- Eine Platzierung unter den besten 20

### Weitere Erfolge
- 11 Siege bei FIS-Rennen